# Karlslunde Strand (plaats)
Karlslunde Strand is een plaats in de Deense regio Seeland, gemeente Greve, en telt ongeveer 2000 inwoners.